# Cyathea pilosula
Cyathea pilosula är en ormbunkeart som beskrevs av Tard. Cyathea pilosula ingår i släktet Cyathea och familjen Cyatheaceae. Inga underarter finns listade.